# El Segundo
El Segundo é uma cidade localizada no estado americano da Califórnia, no Condado de Los Angeles. Foi incorporada em 18 de janeiro de 1917.

## Geografia
De acordo com o United States Census Bureau, a cidade tem uma área de 14,1 km², onde todos os 14,1 km² estão cobertos por terra.

### Localidades na vizinhança
O diagrama seguinte representa as localidades num raio de 8 km ao redor de El Segundo.

## Demografia
Segundo o censo nacional de 2010, a sua população é de 16 654 habitantes e sua densidade populacional é de 1 177,68 hab/km². Possui 7 410 residências, que resulta em uma densidade de 524 residências/km².